# Tridiscus distichlii
Tridiscus distichlii är en insektsart som först beskrevs av Ferris 1918.  Tridiscus distichlii ingår i släktet Tridiscus och familjen ullsköldlöss. Inga underarter finns listade i Catalogue of Life.